# Good Charlotte
Good Charlotte – amerykański zespół grający muzykę pop punk i rock alternatywny, często błędnie klasyfikowany jako grający muzykę emo. Został założony w 1996 roku przez Joela i Benjiego Maddenów oraz perkusistę Aarona Escolopio. Resztę składu stworzyli Billy Martin i Paul Thomas. Po licznych perturbacjach związanych z perkusistami w 2007 roku do zespołu dołączył Dean Butterworth.
Drugi album zespołu, The Young and the Hopeless uzyskał status 3-krotnej platynowej płyty w Stanach Zjednoczonych. Kolejny album The Chronicles of Life and Death zadebiutował na 3. miejscu notowania „Billboard”. W 2008 roku albumem Good Morning Revival grupa zwróciła się w stronę rocka alternatywnego. Ogółem na świecie sprzedało się około 8 milionów ich płyt.
Single Lifestyles of the Rich and Famous, I Just Wanna Live, Dance Floor Anthem (I Don't Wanna Be In Love) osiągnęły status złotych płyt w Stanach Zjednoczonych.

## Historia

### Początki
Bracia bliźniacy Benji i Joel dorastali w robotniczej rodzinie w miejscowości Waldorf w stanie Maryland. Ich starszy brat Josh przekazał im swoją fascynację płytami takich zespołów jak Rancid, Minor Threat, The Cure czy The Smiths. Benji rozpoczął naukę gry na gitarze w wieku 16 lat, kiedy Joel próbował już swoich sił jako wokalista.

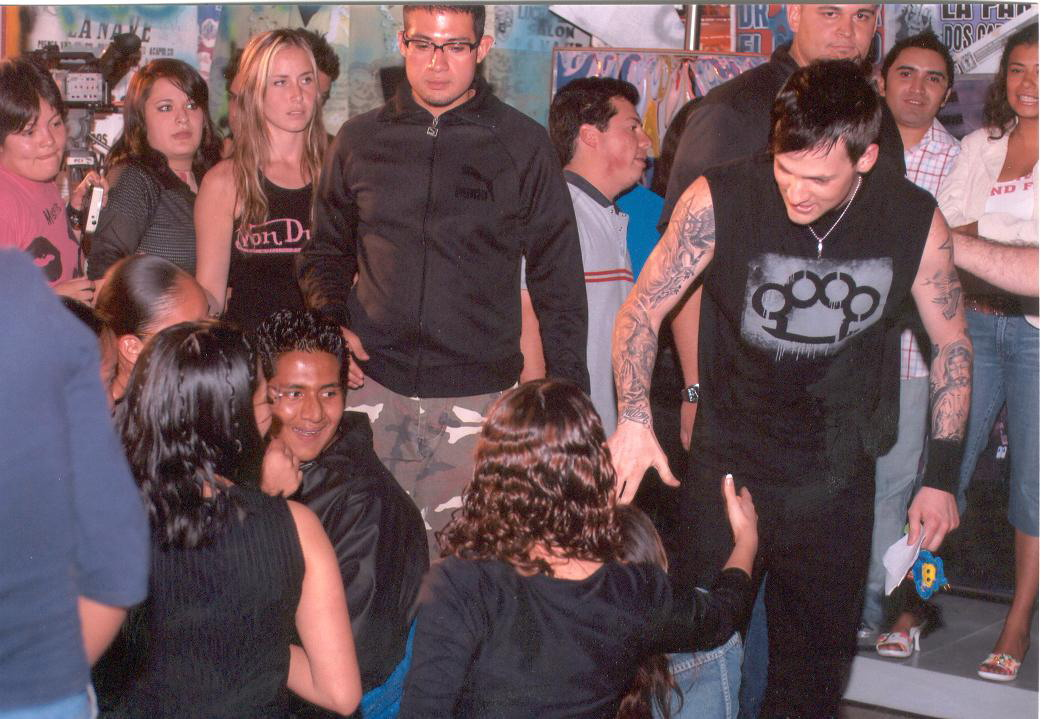
Joel podczas spotkania z fanami (2005)

Po tym, jak dołączyli do nich: Paul Thomas (gitara basowa), Aaron Escolopio (perkusja) i Billy Martin (gitara, klawisze) zespół mógł rozpocząć działalność. Nazwę Good Charlotte zaczerpnęli z tytułu jednej z książek dla dzieci, a swój pierwszy koncert zagrali dla 20-osobowej publiczności w piwnicy swoich sąsiadów. Bez środków finansowych i powiązań w show businessie zaczęli działalność grupy. Nagrali pierwsze demo, sami napisali własną biografię, i rozesłali ją do tylu firm fonograficznych, ile potrafili znaleźć w gazetach.
Bracia bliźniacy ukończyli szkołę w czerwcu 1997 roku i w nagrodę dostali od mamy dwa bilety lotnicze do Kalifornii.
„Kilka naszych ulubionych zespołów, takich jak Green Day, zaczynało grę w kalifornijskim klubie muzycznym 924 Gilman Street. Dlatego wycieczka do tego miejsca przypominała niemal pielgrzymkę. Zresztą nigdy wcześniej nie lecieliśmy samolotem!”. Ze swojej wycieczki bracia wrócili pełni inspiracji i zdeterminowani jeszcze bardziej niż wcześniej. Wyprowadzili się z domu i przenieśli do Annapolis, zaczęli grać koncerty normalne i akustyczne. Zarabiali na swoje utrzymanie pracując w wielu różnych zawodach m.in. w centrach handlowych.
Zaczęli zdobywać popularność grając na lokalnych festynach i w klubach. Zwyciężyli w miejscowym konkursie młodych talentów. Piosenka Can't Go On trafiła również na płytę promującą lokalne talenty. Zainteresowali sobą managera post-grunge'owego zespołu Lit (ich singiel My Own Worst Enemy był wówczas bardzo popularny) i już wkrótce otwierali ich koncerty na całym Wschodnim Wybrzeżu. „Byliśmy bez kasy, bez transportu, więc praktycznie żadnych możliwości grania koncertów. Nasza mama mieszkała u sąsiadów w czymś, co przypominało komórkę na narzędzia i jedyne, co miała, to mini-van. Pozwoliła nam jeździć nim na koncerty mówiąc, że sama do pracy będzie chodzić piechotą. To pokazuje, jak bardzo była z nami przez ten cały czas”. Dla niej nagrali piosenkę Thank You, Mom, która znalazła się na płycie Good Charlotte. Na nowojorskim koncercie z Lit, w grudniu 1999 roku, pojawili się przedstawiciele różnych wytwórni płytowych. W maju 2000 roku podpisali swój pierwszy kontrakt płytowy i już wkrótce nagrywali album w profesjonalnym studio.

### Pierwsza płyta (2000–2001)
Ich debiutancki album Good Charlotte ukazał się we wrześniu 2000 nakładem wytwórni Epic Records. Wspięła się jednak tylko na 185. miejsce listy Biillboardu. Po sukcesie następnych płyt zyskała w Stanach Zjednoczonych miano złotej płyty.
Radiowa stacja Y100 z Filadelfii nadawała piosenkę Little Things zanim jeszcze ta została wydana na singlu. Utwór był pierwszy na tamtejszej liście przez 15 wieczorów. Na początku roku 2001 Little Things już jako singel osiągnęło 23. miejsce na liście Modern Rocks Tracks, a najbardziej popularna piosenka z tej płyty, The Motivation Proclamation, uplasowała się na 65. miejscu listy Billboard Hot 100. Po nagraniu teledysku do niej z zespołu odszedł Aaron, który dołączył do grupy swojego brata – Wakefield. Odtąd zespół był już w trasie niemal bez przerwy. Trzy miesiące koncertów z MxPx zaowocowały w 2001 roku zaproszeniem na trasę W.A.R.P. Tour, a potem dalszymi koncertami, także w Australii i Nowej Zelandii (gdzie ich płyta zyskała miano platynowej). Wówczas grupa zaskarbiła sobie wierność fanów i uwagę sieci MTV, która nadawała ich utwory: Little Things, The Motivation Proclamation i Festival Song (w teledysku do tego utworu wystąpił gościnnie zespół Linkin Park) na najwyższych rotacjach.
Pod koniec 2001 grupa nagrała przeróbki utworów OMD i Bow Wow na potrzeby filmu „To nie jest kolejna komedia dla kretynów”, a w 2002 gościnnie wzięła udział na debiutanckiej płycie zespołu Simple Plan o nazwie No Pads, No Helmets... Just Balls. W sierpniu 2002 Benji i Joel Maddenowie byli gospodarzami serii programów MTV „All Things Rock”. Wszystkie te działania bardzo pomogły w promocji następnej płyty, którą wydano w październiku 2002.

### The Young and the Hopeless(2002–2003)
Druga płyta Good Charlotte pt. The Young and the Hopeless zyskała w Stanach Zjednoczonych miano 3-krotnej platynowej płyty i 2-krotnej platyny w Kanadzie.
Ósme miejsce na liście U.K. Singles Chart i 20. miejsce na liście Billboard Hot 100 singla Lifestyles of the Rich and Famous z tej właśnie płyty zapewniło popularność zespołowi na całym świecie. W teledysku do tej piosenki gościnny udział wziął Kyle Gass. Wideoklip do tej piosenki został uhonorowany nagrodą MTV Video Music Awards w kategorii Viewers Choice Awards, a także nagrodą Kerrang! Awards '03 za najlepszy singel 2003 roku. Zespół był także nominowany w kategorii najlepszy zespół niebrytyjski. Singiel The Anthem zdobył nagrodę MTV Video Music Awards Japan w kategorii Best Rock Video za rok 2004. Piosenka ta została użyta w filmie Pacyfikator oraz American Pie: Wesele. Także inne single cieszyły się popularnością. 10 października 2003 r. piosenka Girls & Boys uplasowała się na szczycie listy MuchMusic Countdown, Hold On był na tej liście na 4. miejscu, a The Young and the Hopeless znalazł się na 28. miejscu listy Modern Rocks Tracks. Do nagrania tego albumu został wynajęty Josh Freese. Po odejściu Josha perkusistą Good Charlotte został Chris Wilson. Polecili go członkowie zespołu The Used. Zespół rozpoczął nagrywanie kolejnego studyjnego albumu.

### The Chronicles of Life and Death(2004–2006)
W 2004 roku ukazała się kolejna płyta zespołu pt. The Chronicles of Life and Death. Osiągnęła szczyt listy Australian ARIA Albums Chart i pierwszą trójkę na liście czasopisma Billboard. Album zyskał miano platynowej płyty w Australii i w USA. To właśnie z tego albumu pochodzi singiel I Just Wanna Live, dzięki któremu zyskali nowe rzesze fanów. Ten singiel był nawet na 2. miejscu Poplisty RMF FM, zaś utwór Predictable 12 listopada na szczycie listy MuchMusic Countdown. Z tej płyty również pochodzą single The Chronicles of Life and Death oraz We Believe.
Po sukcesie utworu I Just Wanna Live z zespołu odszedł Chris Wilson, co spowodowało kryzys w zespole. Oficjalnym powodem były problemy zdrowotne (uraz łokci lub barków), które zaczęły doskwierać Wilsonowi po wydaniu albumu The Chronicles of Life and Death, jednak naprawdę perkusista musiał poddać się leczeniu odwykowemu. Członkowie grupy nie stronili od alkoholu, a do tego doszedł jeszcze konflikt z Chrisem, który po zakończeniu kuracji twierdził, że nie dostał żadnych pieniędzy za granie w zespole i pisanie tekstów piosenek. Konflikt został ostatecznie zażegnany. W 2005 r. zespół zagrał w Tokio na koncercie Live 8 oraz w Budapeszcie na festiwalu Sziget. Podczas trasy koncertowej Noise to the World Tour granej razem z Simple Plan nowym perkusistą grupy został Dean Butterworth.

### „Good Morning Revival” (2007–2008)
Po trzech latach przerwy 19 marca 2007 do sklepów trafił czwarty album zespołu Good Morning Revival. Joel w wywiadzie dla czasopisma Popcorn powiedział, że zespół długo szukał nowego brzmienia – najlepszym dowodem na to jest 60 nagranych piosenek, które nie nadają się na ten album. Producentem został Don Gilmore, który realizował debiutancką płytę grupy. W porównaniu do poprzednich płyt zespołu, ta jest znacznie bardziej optymistyczna, co potwierdza sam wokalista: „Faktem jest, że na The Chronicles of Live and Death klimat był ponury, a teraz jest lżejszy, pozytywny. To chyba w nas tkwiło. Poprzednie dwie płyty wyszły mroczne, ale jeszcze wcześniejsza była właśnie radosna – w podobny sposób jak teraz”. Niektórzy krytycy zarzucają członkom zespołu, że na płycie nie ma żadnych urozmaiceń. Mimo to album bardzo dobrze sprzedaje się na różnych rynkach m.in. w Nowej Zelandii czy w Australii. Płyta uzyskała 4/5 gwiazdek w piśmie rockowym Teraz Rock. Album zajął 6. miejsce na liście światowej sprzedaży. 15 tygodni od czasu premiery Good Morning Revival płyta uzyskała miano platynowej w Australii i złotej i Nowej Zelandii.
W Australii, Nowej Zelandii i Europie płytę promował singiel Keep Your Hands Off My Girl, a Ameryce Północnej The River. Trzecim singlem jest piosenka Dance Floor Anthem. The River jest pierwszym w karierze Good Charlotte duetem z innymi wykonawcami – towarzyszą im znajomi muzycy z Avenged Sevenfold – M.Shadows i Synyster Gates. Singel ten zajmował 2. miejsce na liście MuchMusic Countdown, był także 39. na liście Billboard Hot 100. Teledysk do Keep Your Hands Off My Girl zdobył nagrodę Australian MTV Video Music Awards w kategorii Viewers Choice. Ta piosenka zajmowała 5. miejsce na liście Australian ARIA Singles Chart. 21 maja The River ukazał w Europie, jednak w nieco zmienionej formie, bez udziału muzyków z Avenged Sevenfold. Ze względu na swój charakter nie była nadawana w wielu stacjach w Wielkiej Brytanii i na liście U.K. Singles Chart zajęła dopiero 108. pozycję. Pod koniec czerwca singiel I Don't Wanna Be in Love (Dance Floor Anthem) zadebiutował w Australii na 2. miejscu listy Australian ARIA Digital Chart. Na początku lipca singel zajął drugie miejsce na liście Australian ARIA Singles Chart. W Australii singiel ten zyskał status platynowej płyty. 16 sierpnia piosenka została wydana w USA, Europie i Nowej Zelandii. Uzyskała 15. miejsce na liście Billboard Pop 100 i 25. miejsce na liście Billboard Hot 100, a także 11. miejsce na liście New Zealand RIANZ Singles Chart. W połowie stycznia 2008 singiel uzyskał także status złotej płyty w USA. Czwartym singlem była wydana w grudniu 2007 piosenka Misery. Podobnie jak Keep Your Hands Off My Girl nie została ukazana w Ameryce Północnej. Piątym i zarazem ostatnim singlem miała być piosenka Victims of Love, jednak ostatecznie na małej płycie wyszła piosenka Where Would We Be Now.
Po koncertach w Azji i Europie – gdzie zespół wystąpił m.in. na festiwalach Rock am Ring, Rock im Park i Pinkpop – zespół koncertował w Ameryce Północnej razem z Justinem Timberlake. W październiku 2007 grupa odbyła tournée po Australii, które zostało skrócone o kilka koncertów z powodu złamania ręki przez basistę Paula Thomasa. Po tych koncertach grupa zrobiła przerwę do końca roku. W marcu 2008 zespół wystąpił w południowej Afryce. Było to spowodowane narodzinami córki wokalisty Joela Maddena. W marcu i kwietniu grupa gościła w Europie, a na początku maja dała jeszcze dwa koncerty w Stanach Zjednoczonych. W lecie zespół zagrał trasę Soundtrack of Your Summer Tour z grupą Boys Like Girls, a suportowani byli przez Metro Station i The Maine.
14 sierpnia stacja MTV wyemitowała program Wrestling Society (WSX) z gościnnym udziałem zespołu. 1 listopada na gali MTV Europe Music Awards zespół wręczył statuetkę w kategorii Best Album.
25 listopada 2008 odbyła się premiera pierwszego kompilacyjnego albumu w historii zespołu – Greatest Remixes, na którym znajdują się najpopularniejsze piosenki grupy zremiksowane lub zaśpiewane przez takie osoby jak Joe Hahn, The Game, Patrick Stump, Mat Devine czy William Beckett. Na płycie znajduje się także premierowa piosenka zespołu – Anxiety.

### Cardiology(2009–2010)
Po przerwie w koncertowaniu, w sierpniu 2009 zespół wszedł do studia, by nagrać nową płytę studyjną. Jej produkcją miał zająć się Howard Benson, znany z produkcji płyt zespołu My Chemical Romance. Jak dla MTV powiedział wokalista Joel Madden niektóre piosenki przypominają mu Blink-182. Podczas gali Grammy Benji Madden powiedział, że fani mogą oczekiwać „prostszego rocka w stylu pierwszej czy drugiej płyty”. W styczniu 2010 grupa ogłosiła, że skończyła nagrywanie albumu, ale nie zostanie on wydany z powodu zbyt mainstreamowej produkcji. Jednocześnie zespół ogłosił, że w trakcie ponownego nagrywania Cardiology producentem będzie Don Gilmore, który wyprodukował Good Morning Revival. Ostatecznie album zostanie wydany 2 listopada 2010 nakładem wytwórni Capitol Records. Pierwszym singlem z płyty będzie utwór Like It's Her Birthday. Zespół zaprezentował tę kompozycję po raz pierwszy w maju 2010 w trakcie trasy koncertowej Bamboozle Road Show.

## Styl muzyczny i inspiracje
Good Charlotte najczęściej klasyfikowana jest jako zespół pop-punkowy. Krytycy i media muzyczne opisywali ich również jako zespół grający alternatywny rock, emo, punk rock, pop rock, skate punk oraz emo pop.
Zgodnie z wypowiedzią Bruce’a Britta z BMI, brzmienie zespołu łączy „energię skate punka, melodyjność popu oraz mroczną, emocjonalną wrażliwość gotyku lat 80.”. Członkowie zespołu wymieniali jako swoje inspiracje takich artystów jak: Beastie Boys, Minor Threat, The Clash, Sex Pistols, Rancid czy Green Day.

## Aktywizm
Benji Madden i Billy Martin są wegetarianami, a cały zespół działa w organizacji Ludzi na rzecz Etycznego Traktowania Zwierząt. Piosenka Lifestyles of the Rich and Famous znalazła się na składance tej organizacji, a sama grupa zagrała na gali z okazji Humanitarian Awards Show. Członkowie zespołu protestowali także przeciw złemu traktowaniu kurcząt przez sieć KFC.
Grupa wspiera także walkę z AIDS. W 2008 członkowie zespołu wzięli udział w sesji zdjęciowej H&M Fashion Against AIDS campaign w specjalnie zaprojektowanych na tę okazję t-shirtach przez Billy’ego Martina.

## Skład zespołu

### Obecni członkowie
- Joel Madden – śpiew, okazyjnie gitara rytmiczna
- Benji Madden – gitara prowadząca, chórki
- Billy Martin – gitara rytmiczna, instrumenty klawiszowe
- Paul Thomas – gitara basowa
- Dean Butterworth – perkusja

### Byli członkowie
- Aaron Escolopio (1996–2001)
- Josh Freese (2002)
- Chris Wilson (2003–2005)

## Dyskografia

### Albumy studyjne
- Good Charlotte (2000)
- The Young and the Hopeless (2002)
- The Chronicles of Life and Death (2004)
- Good Morning Revival (2007)
- Cardiology (2010)
- Youth Authority (2016)
- Generation Rx (2018)

## Nagrody i nominacje
- Rok 2003:
  - MTV Video Music Awards
    - Zwycięstwo w kategorii Viewer's Choice za teledysk „Lifestyles of the Rich and Famous”.
    - Nominacja w kategorii Best Rock Video za teledysk „Lifestyles of the Rich and Famous”.
    - Nominacja w kategorii Best Group Video za teledysk „Lifestyles of the Rich and Famous”.

  - Kerrang! Awards
    - Zwycięstwo w kategorii Best Single za teledysk „Lifestyles of the Rich and Famous”.
    - Nominacja w kategorii Best International Band.

  - MuchMusic Video Awards
    - Zwycięstwo w kategorii Peoples Choice: Favorite International Group za teledysk „The Anthem”.
- Rok 2004:
  - MTV Video Music Awards
    - Nominacja w kategorii Best Group Video za teledysk „Hold On”.
    - Nominacja w kategorii Viewer's Choice za teledysk „Hold On”.

  - MTV Video Music Awards Japan
    - Zwycięstwo w kategorii Best Rock Video za teledysk „The Anthem”.

  - MTV Europe Music Awards
    - Nominacja w kategorii Best Rock.

  - NRJ Radio Awards
    - Zwycięstwo w kategorii Best International Group.
- Rok 2005:
  - NRJ Radio Awards
    - Nominacja w kategorii Best Rock.

  - TRL Awards
    - Zwycięstwo w kategorii Best Band That Plays Instruments.

  - Kerrang! Awards
    - Nominacja w kategorii Best Video za teledysk „The Chronicles of Life and Death”.

  - TMF Awards
    - Zwycięstwo w kategorii Best International Rock Act.

  - MTV Japan Awards 2005
    - Nominacja w kategorii Best Rock.
- Rok 2007:
  - MTV Australia Video Music Awards
    - Zwycięstwo w kategorii Viewers Choice Australia za teledysk „Keep Your Hands Off My Girl”.
    - Nominacja w kategorii Best Group za teledysk „Keep Your Hands Off My Girl”.
    - Nominacja w kategorii Best Rock Video za teledysk „Keep Your Hands Off My Girl”.

  - Kerrang! Awards
    - Nominacja w kategorii Best Single za teledysk „Keep Your Hands Off My Girl”.
    - Nominacja w kategorii Best Album za album „Good Morning Revival”.
    - Nominacja w kategorii Best International Band.
    - Nominacja w kategorii Best Live Band.

  - MTV Europe Music Awards
    - Nominacja w kategorii Band.

  - Nickelodeon Australian Kids’ Choice Awards
    - Zwycięstwo w kategorii Fave International Band.